# Localitate

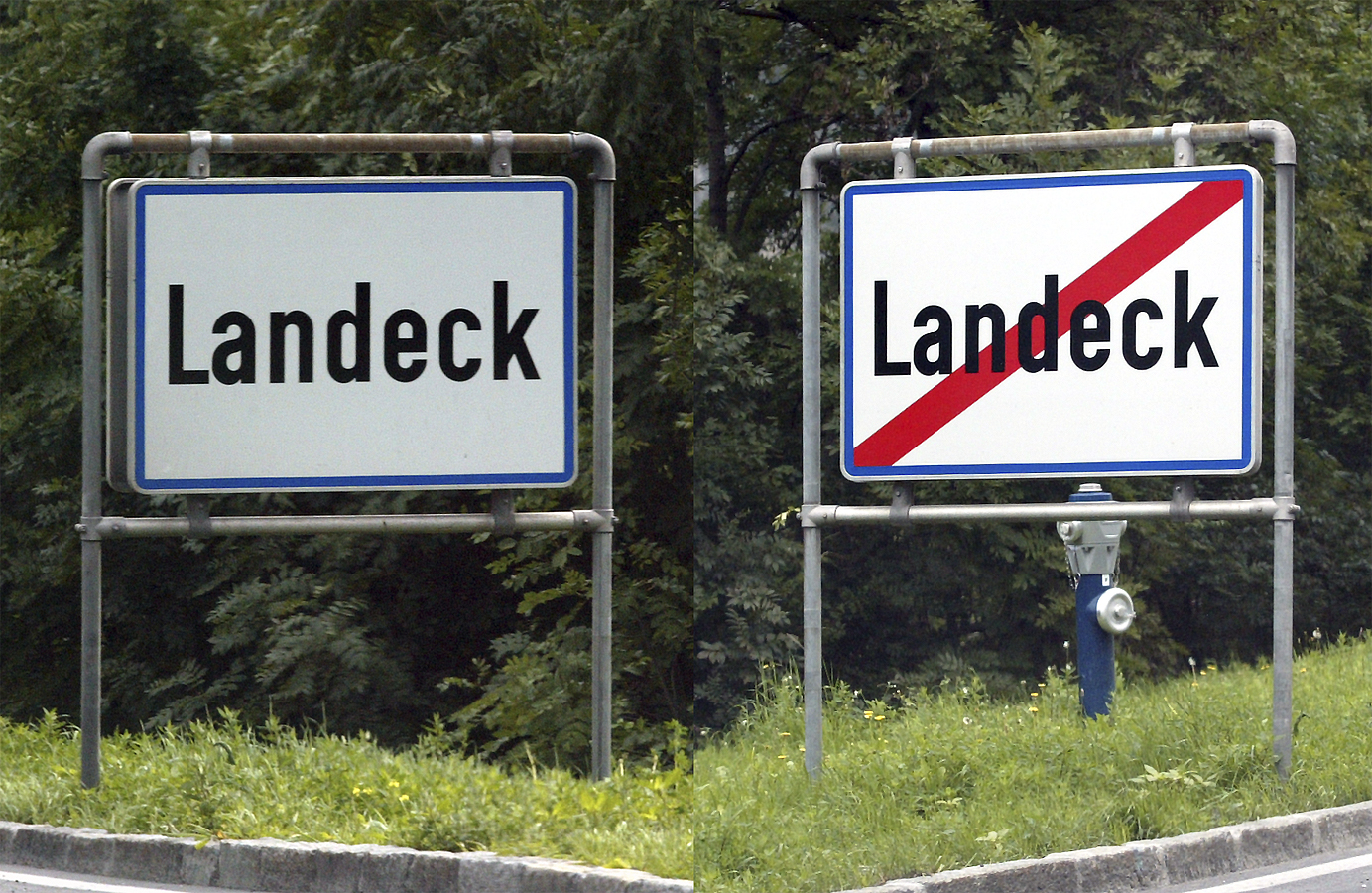
Indicatoare care delimitează teritoriul unei localităţi

Localitate este un termen care se referă la așezările omenești, indiferent de mărime sau întindere. Localitățile sunt de obicei amintite în diferite izvoare istorice, din care se poate stabili aproximativ vechimea așezării.
În cadrul localităților sunt stabilite anumite reguli specifice, ca de exemplu: limitarea de viteză în traficul auto, regulile de curățenie și salubritate, taxele pentru aprovizionarea cu apă, curent electric, radio etc., orele de funcționare și taxele instituțiilor de stat, codurile poștale și prefixele de telefon precum și multe altele.
În general orașele primesc anumite drepturi (privilegii), de aceea ele trebuie să fie recunoscute sau declarate oficial ca atare.

## Clasificare
O clasificare după numărul de locuitori și întinderea localității, în ordine crescândă:
- Cătunul, compus din câteva case
- Satul
- Cartiere și alte subdiviziuni de orașe
- Orașe, care pot fi:
  - Orașe mici, orașe târguri sau târguri
  - Orașe mari, municipii.
  - Oraș-stat
  - Oraș global
- Arii metropolitane
  - Megalopolis

## Orașe în decursul timpurilor
- Exemple de orașe antice: Ierihon, Atena, Babilon, Roma.
- În Evul Mediu unele orașe au devenit puteri maritime importante: Veneția, orașele „Ligii hanseatice” (Hamburg, Bremen, Danzig, Lübeck ș.a.)
- În epoca modernă au apărut orașele cu milioane și chiar zeci de milioane de locuitori: Paris, Londra, Moscova, New York City, Beijing, Shanghai și altele.

## Legături externe
- „Localitate” la DEX online
- CARE SUNT, OFICIAL, ÎN PREZENT LOCALITĂȚILE DIN ROMÂNIA